# Livistona humilis
Livistona humilis es una especie perteneciente a la familia de las palmeras (Arecaceae). Es originaria de Australia.

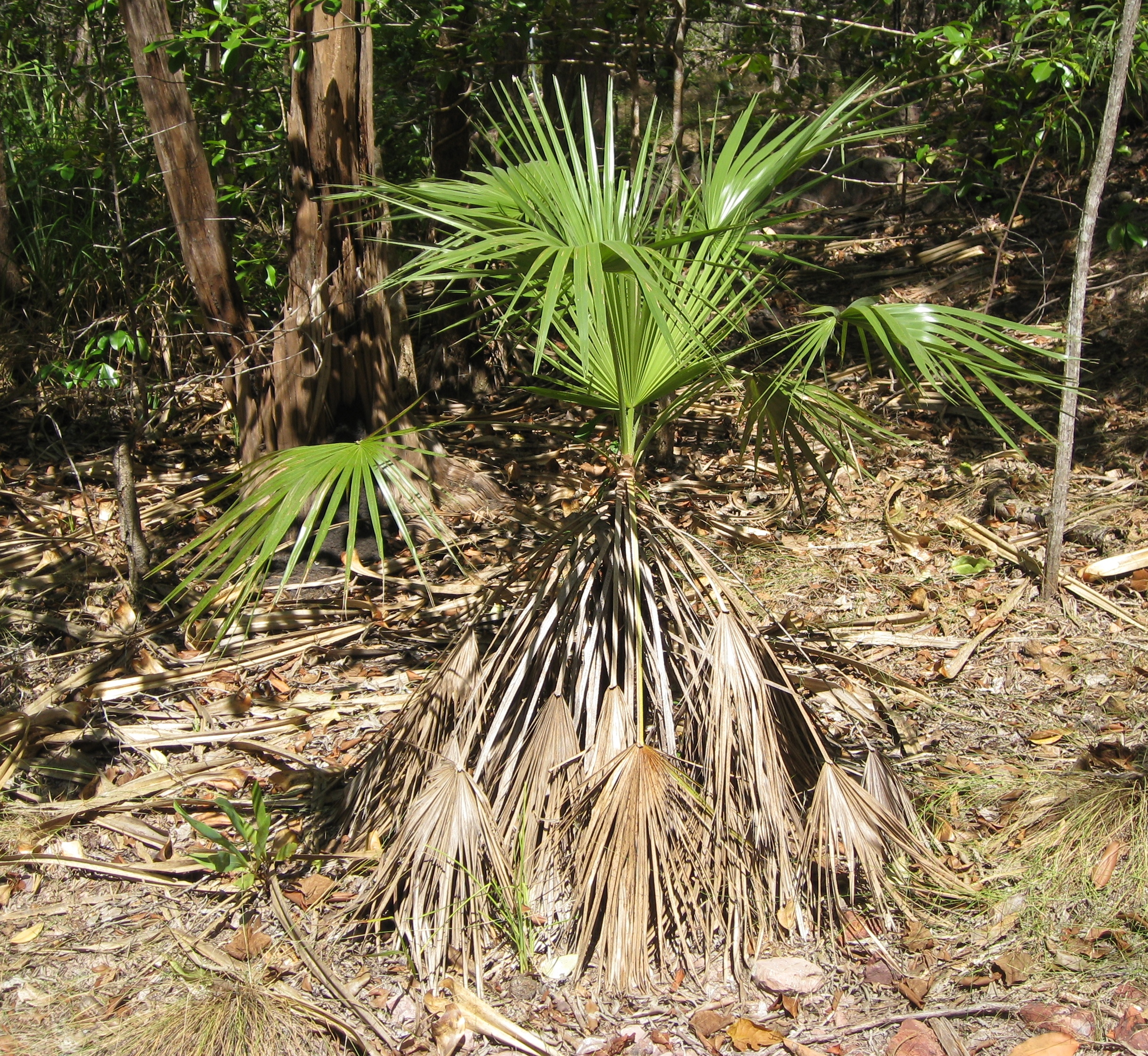
En su hábitat

## Descripción
Es una palmera  pequeña nativa del norte del Territorio del Norte de Australia donde se encuentra en la sabana entre eucaliptos sobre los suelos arenosos. Tiene un tronco delgado que puede alcanzar los 7 m de altura, pero usualmente se mantiene mucho más pequeña y posee una corona dispersa de hojas rígidas y en forma de abanico con segmentos profundamente fraccionados. 

## Hábitat
L. humilis es resistente a la sequía y a los incendios forestales y se adapta mejor a las regiones tropicales secas donde prefiere los lugares completamente bajo el sol.

## Taxonomía
Livistona humilis fue descrita por Robert Brown y publicado en Prodromus Florae Novae Hollandiae 268. 1810.
Etimología
Livistona: nombre genérico otorgado en honor de Patrick Murray, Barón Livingstone, quien construyó un jardín en su finca de Livingstone, al oeste de Edimburgo, Escocia, en la última parte del siglo XVII.
humilis: epíteto latino que significa "bajo, pequeño".
Sinonimia
- Livistona leichhardtii F.Muell.
- Saribus humilis (R.Br.) Kuntze[4][5]